# Ífing
Nella mitologia norrena Ífing è un fiume che divide Ásgarðr, il regno degli dei, da Jǫtunheimr, la terra dei giganti, secondo la stanza 16 del poema Vafþrúðnismál contenuto nella Edda poetica:
Ífing si chiama il fiume

che divide tra i figli dei giganti

la terra e tra gli dèi.

Libero scorrerà

fino alla fine dei tempi:

non gelerà mai quel fiume.»
Ífing heitir á,

er deilir með jötna sonom

grund ok með goðom;

opin renna

hón skal um aldrdaga,

verðrat íss á á.»
(Edda poetica - Vafþrúðnismál - Il discorso di Vafþrúðnir XVI)
John Lindow in Norse Mythology (2001) dice di Ifing che un fiume su cui non si forma mai il ghiaccio è uno che scorre rapidamente e quindi è estremamente difficile da guadare (formando quindi un'effettiva barriera tra giganti e dei).